# Eurymesosa albostictica
Eurymesosa albostictica är en skalbaggsart som beskrevs av Stefan von Breuning 1962. Eurymesosa albostictica ingår i släktet Eurymesosa och familjen långhorningar.
Artens utbredningsområde är Laos. Inga underarter finns listade i Catalogue of Life.